# Krupp C27 (canhão)

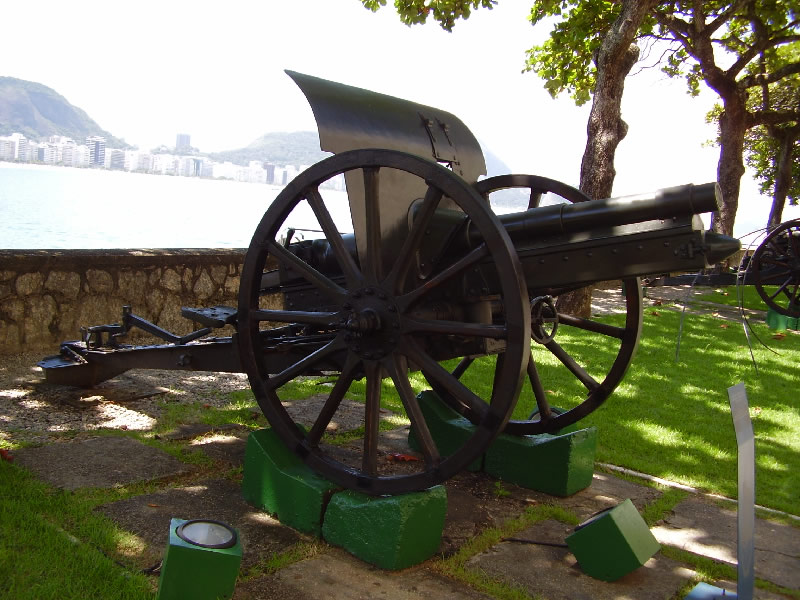
Modelo e exemplar fabricados para outro país, é desconhecido o motivo pelo qual se encontra no Brasil

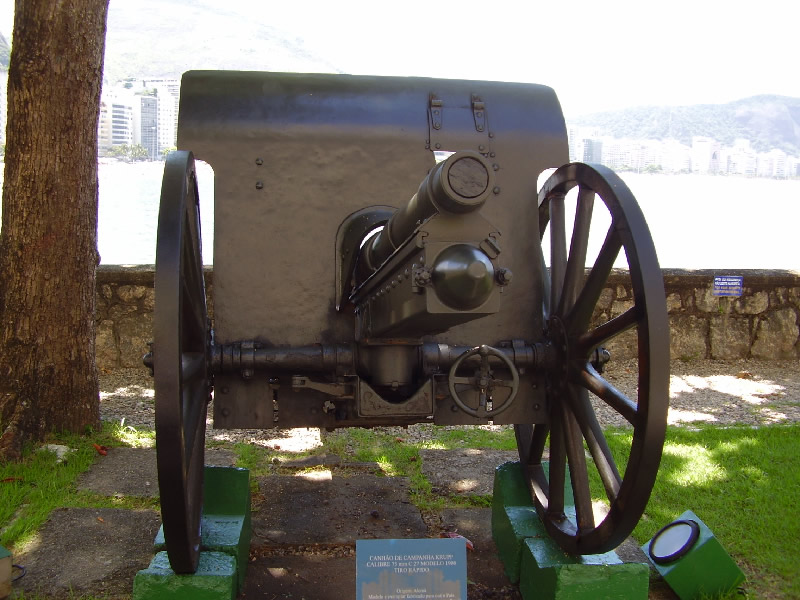
Vista frontal do exemplar no Museu Histórico do Exército

O Canhão Krupp C28 Modelo 1908 é um canhão de campanha de calibre 75mm. Foi fabricado na Alemanha pela empresa Krupp AG. 